# نيتينيو
أرتور بيريرا نيتو (بالبرتغالية: Artur Pereira Neto‏) المعروف باسم نيتينيو (بالبرتغالية: Netinho‏) (ولد في 24 أبريل 1984 في إتاخايي) هو لاعب وسط مهاجم برازيلي يلعب حاليا لأميريكا.

## الإنجازات
- أتلتيكو باراناينسي
  - دوري ولاية بارانا (2): 2005 - 2009